# 菊沢隆徳
菊沢 隆徳（きくざわ たかのり、1970年2月10日 - ）は、千葉県出身の現調教師・元騎手。
弟は元騎手の菊沢隆仁。義父（妻の父）は元騎手の横山富雄であり、元騎手の横山賀一、騎手の横山典弘は義兄、同じく騎手の横山和生と横山武史は甥にあたる。長男はJRA所属の騎手菊沢一樹。
新聞等では弟の隆仁と区別する為に菊沢徳と表記されていた。戸籍上は「菊澤」が正しい。

## 来歴

### 騎手時代
1988年に競馬学校4期生として美浦・柄崎義信厩舎からデビューし、内田浩一・岡潤一郎・岸滋彦・千田輝彦と同期となる。1年目の同年は3月5日の東京第2競走4歳未勝利・ジーガーエレン（12頭中7着）で初騎乗を果たし、同27日の東京第5競走3歳未勝利・ピンナップで初勝利を挙げる。11月には福島記念・カツブラボーで重賞初騎乗を果たし、14頭中14番人気ながら5着と健闘。当初は平地・障害両免許を所持し、4月には障害に騎乗するが、騎乗機会はこの1回に終わり、後に障害免許は返上し平地のみに騎乗している。
見習騎手の減量免除を解かれる1991年以降も安定して勝ち鞍を挙げ、1993年には天皇賞（秋）・ゴールデンアイで17頭中17番人気で大健闘の4着に入り、暮れの愛知杯ではホマレオーカンで重賞初制覇を記録。1994年には自己最高となる52勝をマークし、以降も関東の中堅騎手として長く活躍を続ける。
1996年には師匠・柄崎の勇退に伴いフリーへ転向し、小島太の引退レースとなった中山牝馬ステークスでは15頭中11番人気のプレイリークイーンに騎乗。武豊のショウリノメガミの追い込みをクビ差凌いで重賞2勝目を挙げ、夏にはキョウトシチーで第1回シーサイドステークスを制す。
1997年にはオースミマックスで小倉大賞典を制し、続くダービー卿チャレンジトロフィーを9番人気で3着、京王杯スプリングカップでは12番人気でタイキブリザードの2着に入って馬連万馬券を演出すると同時にヤマニンパラダイス・タイキフォーチュンのGI馬2頭に先着した。
1998年からはメジロマックイーン産駒のエイダイクインの主戦騎手として活躍し、クイーンカップでエアデジャヴーを破る。1999年は富士ステークスでレッドチリペッパー・ブロードアピールに次ぐ3着、2000年は中山牝馬ステークスでレッドチリペッパーの2着と好走。
1998年は東京優駿で18頭中15番人気のダイワスペリアーに騎乗し、皐月賞馬セイウンスカイをハナ差捕らえて3着に入る。
1999年はローゼンカバリーの主戦も務め、目黒記念で1年ぶりの勝利に導くと、宝塚記念では4着と健闘。
2000年には日経賞で10頭中9番人気のレオリュウホウに騎乗し、前年の有馬記念馬グラスワンダーが単勝1.3倍の圧倒的1番人気に支持される中、ハナを切って逃げ切り勝ちを収める。グラスワンダーは6着に沈み、単勝万馬券という大波乱の立役者となった。目黒記念では15頭中14番人気のロングカイウンでステイゴールド・マチカネキンノホシ・スエヒロコマンダーに次ぐ4着に入り、東京で行われた七夕賞をコースロスない立ち回りと52kgの軽量で制す。
1997年から2000年まで4年連続で関東のフェアプレー賞を受賞し、馬の下積み調教にも関わり、騎乗スタイルは若手騎手の手本として評される。調教技術の高さに一目も二目も置かれていたため、滞在競馬のローカル開催を任されることが多かった。
1999年には12月8日に香港・ハッピーバレー競馬場で行われた「インターナショナルジョッキーズチャンピオンシップ」に出場したが、10、9、13着に終わった 。
2000年には藤沢和雄調教師のバックアップもあり、アイルランドとアメリカに遠征。アイルランドは春、夏と2度も遠征し、春は成田空港で岡部幸雄と共に伊藤雄二調教師と合流。クールモアスタッドの本拠地バリードイルに滞在し、夏はオフシーズンとなるオーストラリアからエイダン・オブライエン厩舎の管理馬の調教を付けるためだけにやってくるウォルター・スウィンバーンと共に参加。8月7日にはネース競馬場でオブライエン厩舎のフレームライトに騎乗し、滞在期間は1ヶ月と少しであったが、日本人で初めて同師の管理馬に競馬で騎乗するなど、短い間でも代え難い経験の連続であった。調教に乗るのは1日4頭ほどであったが、坂路もそこまで急ではなく、1頭の調教に跨った時間も日本ほど長くはなかった。それでも環境が凄く、凄い馬が多く、頭数も凄くいたため、追い切りも実戦を想定して5、6、7、8頭と坂を下って上がっていった。デビュー前のガリレオの調教にも乗ったことがあったが、オブライエンとは年齢は近く、学年が一緒であった。常に忙しく、自動車の運転もバリードイルから競馬場に行く時は飛ばした。
2002年にはアタゴタイショウで函館2歳ステークスを制し、2年ぶり5度目のフェアプレー賞を受賞。アタゴタイショウでは2003年の函館スプリントステークスでも11頭中10番人気ながらビリーヴの3着に入った。
2003年からはダイワメジャーの主戦を務め、16頭中11番人気の評価で迎えた2004年のスプリングステークスではコーナリングが不安定な様子も見せたが、先行策から3着に粘り、皐月賞への優先出走権を得た。その後は社台ファームの吉田照哉代表の進言で、ミルコ・デムーロに替わった。
2006年にはフローラステークスで10番人気のヤマトマリオンに騎乗し、道中好位を追走すると、直線でしぶとく伸びて内で粘る8番人気ブロンコーネを1馬身差捕らえた。2歳女王テイエムプリキュアが出遅れ、ブローオブサンダーが道中抑えきれない形で先頭へと立ってゆく中、ヤマトマリオンは直線に向いてごちゃつく馬群の間でしぶとく脚を使って先団へ迫る。最後は競り合っていた先団をしっかり捉えてゴールし、10番人気の低評価を覆しての重賞制覇にスタンドはざわつき、3連単は68万馬券となった。
11月18日と翌19日に韓国・ソウル競馬場で行われた第2回韓国馬事会国際騎手招待競走へ出場し、3競走に騎乗して3、9、2着で合計10ポイントを獲得し4位に入る。同競走は外国招待騎手5名とリーディング上位5名の韓国騎手5名（計10名）が3競走に騎乗し、着順に応じたポイントの合計を争うもので、菊沢は19日の最終第3戦（1400m）でザカリー・パートン（オーストラリア）を抑えて2着に入ったのが最高であった。
2007年には1月20日の小倉第2競走3歳未勝利・ラブカーナで600勝を達成し、同馬では優駿牝馬で8番人気ながら追い込んで2着ベッラレイアに3/4差迫り、勝ったローブデコルテと0.1秒差の3着と快走。札幌2歳ステークスでは14頭中13番人気のホウザンに騎乗し、向正面が終わるあたりで中団から前との差を詰めていき、最後はオリエンタルロックに力強く交わされたが3着に入る。
2008年の中京記念ではセンカクで最後に大外から伸びてタスカータソルテにハナ差迫る2着に入り、2009年12月6日の中山第11競走ターコイズステークスでウエディングフジコに騎乗し、桜花賞馬レジネッタやオークス馬トールポピーを破ったのが最後の勝利となった。
2010年2月に新規調教師免許試験に合格し、同28日付で引退することが発表され、中山第12競走4歳以上1000万下・チャンピオンラブ（16頭中3着）が最後の騎乗となった。

### 調教師時代
2010年3月1日より技術調教師として活動し、2011年3月1日付で調教師として開業。同5日の中山第3競走3歳新馬・エイダイポイント（13頭中6着）で初出走を果たし、21日の阪神スプリングジャンプに郷原洋行厩舎から引き継いだオープンガーデンを出走させ、開業初勝利を重賞初出走初制覇で飾る。2017年にはアエロリットがNHKマイルカップを制し、騎手時代に達成できなかったGI制覇を成し遂げた。

## 騎手成績
|            | 日付           | 競馬場・開催  | 競走名       | 馬名           | 頭数 | 人気 | 着順 |
| ---------- | -------------- | ------------- | ------------ | -------------- | ---- | ---- | ---- |
| 初騎乗     | 1988年3月5日   | 2回東京3日2R  | 4歳未勝利    | ジーガーエレン | 12頭 | 12   | 7着  |
| 初勝利     | 1988年3月27日  | 3回東京3日5R  | 3歳未勝利    | ピンナップ     | 13頭 | 1    | 1着  |
| 重賞初騎乗 | 1988年11月20日 | 4回福島8日11R | 福島記念     | カツブラボー   | 14頭 | 14   | 5着  |
| 重賞初勝利 | 1993年12月12日 | 1回中京6日11R | 愛知杯       | ホマレオーカン | 15頭 | 8    | 1着  |
| GI初騎乗   | 1993年10月31日 | 4回東京8日10R | 天皇賞（秋） | ゴールデンアイ | 17頭 | 17   | 4着  |

| 年度   | 1着 | 2着 | 3着 | 騎乗数 | 勝率 | 連対率 | 複勝率 | 備考                   |
| ------ | --- | --- | --- | ------ | ---- | ------ | ------ | ---------------------- |
| 1988年 | 13  | 15  | 25  | 218    | .060 | .128   | .243   |                        |
| 1989年 | 25  | 31  | 27  | 324    | .077 | .173   | .256   |                        |
| 1990年 | 9   | 13  | 22  | 217    | .041 | .101   | .203   |                        |
| 1991年 | 21  | 24  | 27  | 289    | .073 | .156   | .249   |                        |
| 1992年 | 29  | 23  | 24  | 285    | .102 | .182   | .267   |                        |
| 1993年 | 30  | 22  | 40  | 352    | .085 | .148   | .261   |                        |
| 1994年 | 52  | 47  | 47  | 458    | .114 | .216   | .319   |                        |
| 1995年 | 28  | 44  | 33  | 446    | .063 | .161   | .235   |                        |
| 1996年 | 48  | 50  | 50  | 560    | .086 | .175   | .264   |                        |
| 1997年 | 47  | 41  | 47  | 528    | .089 | .167   | .256   | フェアプレー賞（関東） |
| 1998年 | 40  | 45  | 32  | 484    | .083 | .176   | .242   | フェアプレー賞（関東） |
| 1999年 | 49  | 29  | 44  | 591    | .083 | .132   | .206   | フェアプレー賞（関東） |
| 2000年 | 34  | 21  | 41  | 478    | .071 | .115   | .201   | フェアプレー賞（関東） |
| 2001年 | 26  | 34  | 37  | 495    | .053 | .121   | .196   |                        |
| 2002年 | 38  | 41  | 39  | 591    | .064 | .134   | .200   | フェアプレー賞（関東） |
| 2003年 | 35  | 24  | 31  | 492    | .071 | .120   | .183   |                        |
| 2004年 | 25  | 36  | 37  | 492    | .051 | .124   | .199   |                        |
| 2005年 | 22  | 36  | 41  | 466    | .047 | .124   | .212   |                        |
| 2006年 | 27  | 39  | 35  | 516    | .052 | .128   | .196   |                        |
| 2007年 | 20  | 29  | 37  | 531    | .038 | .092   | .162   |                        |
| 2008年 | 12  | 27  | 29  | 418    | .029 | .093   | .163   |                        |
| 2009年 | 9   | 6   | 8   | 223    | .040 | .067   | .103   |                        |
| 2010年 | 0   | 0   | 5   | 23     | .000 | .000   | .217   |                        |
| 平地   | 639 | 677 | 758 | 9477   | .067 | .139   | .219   |                        |
| 障害   | 0   | 0   | 0   | 1      | .000 | .000   | .000   |                        |
| 通算   | 639 | 677 | 758 | 9478   | .067 | .139   | .219   |                        |

### 主な騎乗馬
- ホマレオーカン（1993年愛知杯）
- プレイリークイーン（1996年中山牝馬ステークス）
- キョウトシチー（1996年シーサイドステークス）
- オースミマックス（1997年小倉大賞典）
- エイダイクイン（1998年クイーンカップ）
- ローゼンカバリー（1999年目黒記念）
- レオリュウホウ（2000年日経賞）
- ロングカイウン（2000年七夕賞）
- アタゴタイショウ（2002年函館2歳ステークス）
- ヤマトマリオン（2006年フローラステークス）

その他
- アッミラーレ
- カネトシガバナー
- キョウエイタップ
- スシトレイン
- セタノキング
- ダイワカーリアン
- ダイワメジャー
- テイエムチュラサン
- ノボジャック
- ハカタビッグワン
- ファイトガリバー
- プレジデントシチー
- プレミアムボックス
- ホクトスルタン
- マサラッキ
- ムーンリットガール
- ミッドナイトベット
- レインボーダリア
- ワシントンカラー

## 調教師成績
|            | 日付          | 競馬場・開催  | 競走名               | 馬名             | 頭数 | 人気 | 着順 |
| ---------- | ------------- | ------------- | -------------------- | ---------------- | ---- | ---- | ---- |
| 初出走     | 2011年3月5日  | 2回中山3日6R  | 3歳新馬              | エイダイポイント | 15頭 | 5    | 6着  |
| 初勝利     | 2011年3月21日 | 1回阪神5日8R  | 阪神SJ               | オープンガーデン | 14頭 | 9    | 1着  |
| 重賞初勝利 | 2011年3月21日 | 1回阪神5日8R  | 阪神SJ               | オープンガーデン | 14頭 | 9    | 1着  |
| GI初出走   | 2011年7月2日  | 3回中山5日11R | 中山グランドジャンプ | オープンガーデン | 12頭 | 1    | 4着  |
| GI初勝利   | 2017年5月7日  | 2回東京6日11R | NHKマイルカップ      | アエロリット     | 18頭 | 2    | 1着  |

### 主な管理馬
※括弧内は当該馬の優勝重賞競走、太字はGI級競走。
- オープンガーデン（2011年阪神スプリングジャンプ）
- ウキヨノカゼ （2013年クイーンカップ、2015年キーンランドカップ、2017年福島牝馬ステークス[23]）
- ディアマイダーリン（2015年クイーン賞）
- アエロリット （2017年NHKマイルカップ、クイーンステークス、2018年毎日王冠）
- ミッキースワロー （2017年セントライト記念、2019年七夕賞、2020年日経賞）
- フィリアプーラ （2019年フェアリーステークス）
- ダイワキャグニー （2020年エプソムカップ）
- コガネノソラ （2024年クイーンステークス）

### 所属騎手
- 増沢由貴子（2012年3月1日 - 2013年9月30日）